# Tillandsia multicaulis
Tillandsia multicaulis är en gräsväxtart som beskrevs av Ernst Gottlieb von Steudel. Tillandsia multicaulis ingår i släktet Tillandsia och familjen Bromeliaceae. Inga underarter finns listade i Catalogue of Life.

## Bildgalleri

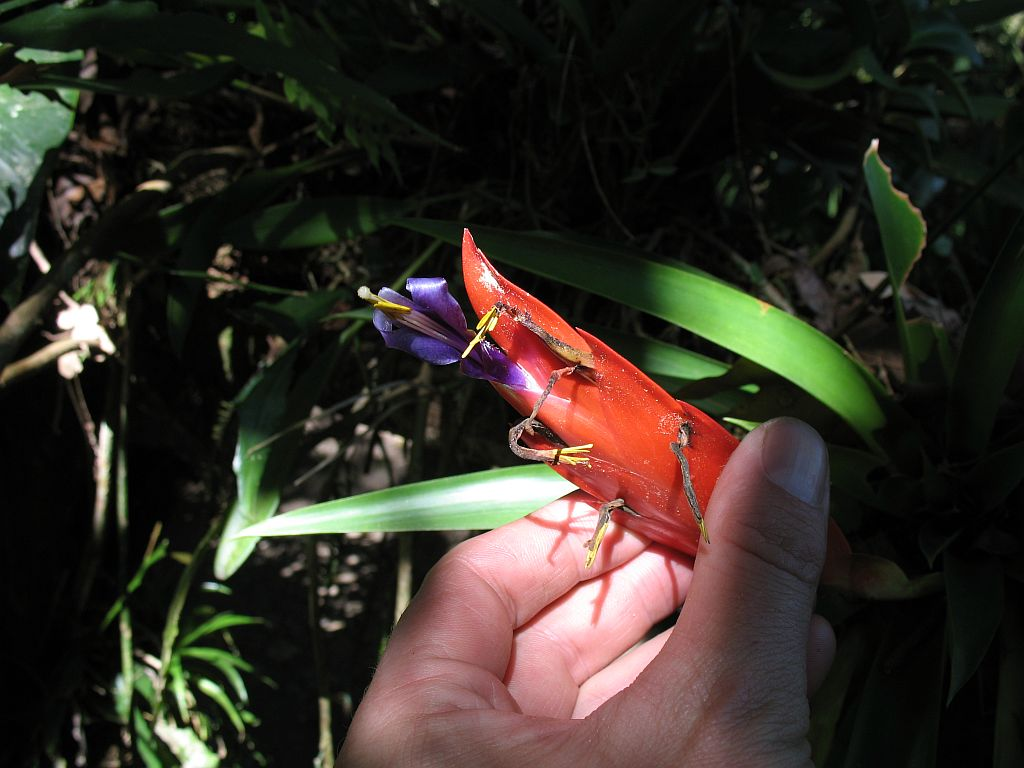
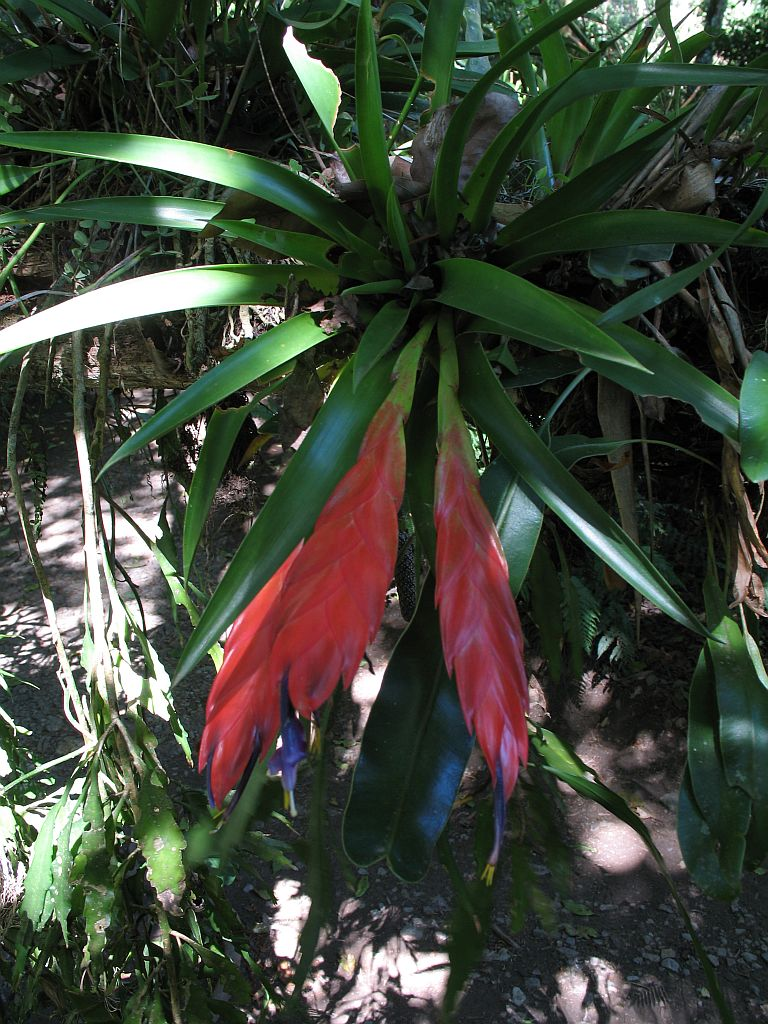